# Ulatowo-Adamy
Ulatowo-Adamy (prononciation : [ulaˈtɔvɔ aˈdamɨ]) est un village polonais de la gmina de Krzynowłoga Mała dans le powiat de Przasnysz de la voïvodie de Mazovie dans le centre-est de la Pologne.
Il se situe à environ 17 kilomètres au nord de Przasnysz (siège du powiat) et à 106 kilomètres au nord de Varsovie (capitale de la Pologne).

## Histoire
De 1975 à 1998, le village appartenait administrativement à la voïvodie d'Ostrołęka.